# Ga Bongeunsa
Ga Bongeunsa (Tiếng Hàn: 봉은사역, Hanja: 奉恩寺驛) là ga tàu điện ngầm trên Tàu điện ngầm Seoul tuyến 9 nằm ở Bongeunsa-ro, Gangnam-gu, Seoul.

## Lịch sử
- 18 tháng 12 năm 2014: Tên ga được quyết định là Ga Bongeunsa[2]
- 28 tháng 3 năm 2015: Bắt đầu đi vào hoạt động với việc khai trương giai đoạn 2 của Tàu điện ngầm Seoul tuyến 9
- 28 tháng 11 năm 2018: Hoạt động của Tàu điện ngầm Seoul tuyến 9 được giao lại cho Tổng công ty Vận tải Seoul quản lý trực tiếp.

## Bố trí ga
| Seonjeongneung (Tốc hành) ↑ Samseongjungang (Địa phương) ↑ |
| \| W/B                                                     |
| ↓ Liên hợp thể thao (Tốc hành, Địa phương)                 |

| Hướng Tây  | ● Tuyến 9 | Địa phương · Tốc hành | ← Hướng đi Sân bay Quốc tế Gimpo · Gaehwa        |
| Hướng Đông | ● Tuyến 9 | Địa phương · Tốc hành | → Hướng đi Bệnh viện cựu chiến binh Trung ương → |

## Xung quanh nhà ga
| Lối ra \| 나가는 곳 \| Exit \| 出口 | Lối ra \| 나가는 곳 \| Exit \| 出口 |
| ----------------------------------- | --- |
| 1                                   | Bongeunsa (Chùa) Công viên Bongeun Trường Seoul Jeongae |
| 2                                   | Cổng chính trường trung học Gyeonggi Bongeunsa (Chùa) Yeongdong-daero (Hướng ga Cheongdam) |
| 3                                   | Samsung Security Center 1 Trường trung học cơ sở Bongeun Trường tiểu học Bongeun Seoul |
| 4                                   | Hướng Bongeungyo Hướng Khu liên hợp thể thao Seoul, Viện dịch thuật văn học Hàn Quốc |
| 5                                   | Trung tâm cộng đồng Samsung 1-dong (Trung tâm văn hóa) Trung tâm y tế Seoul Chi nhánh Gangnam Trung tâm ước mơ tuổi trẻ Seoul Sở cảnh sát Gangnam Seoul Trạm cứu hỏa Gangnam Tổng công ty thông tin không gian địa lý và đất đai Hàn Quốc Chi nhánh Gangnam và Seocho |
| 6                                   | Hướng ga Samseong Viện dịch thuật văn học Hàn Quốc |
| 7                                   | Bưu điện Trung tâm Thương mại COEX City Airport, Logis & Travel, KOREA (CALT) Tổng công ty Bảo hiểm Thương mại Hàn Quốc Chi nhánh Gangnam |

## Hình ảnh

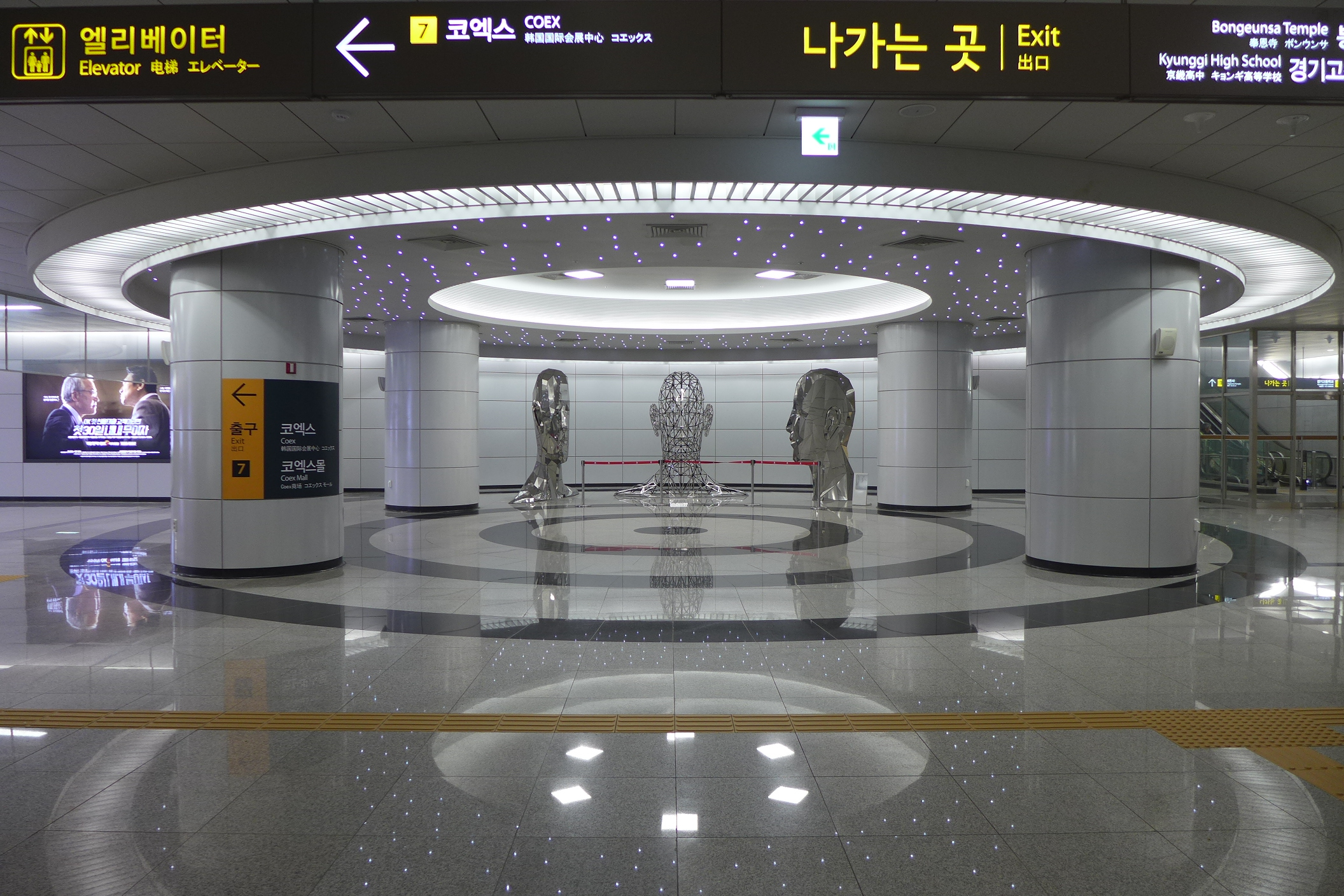
Sảnh
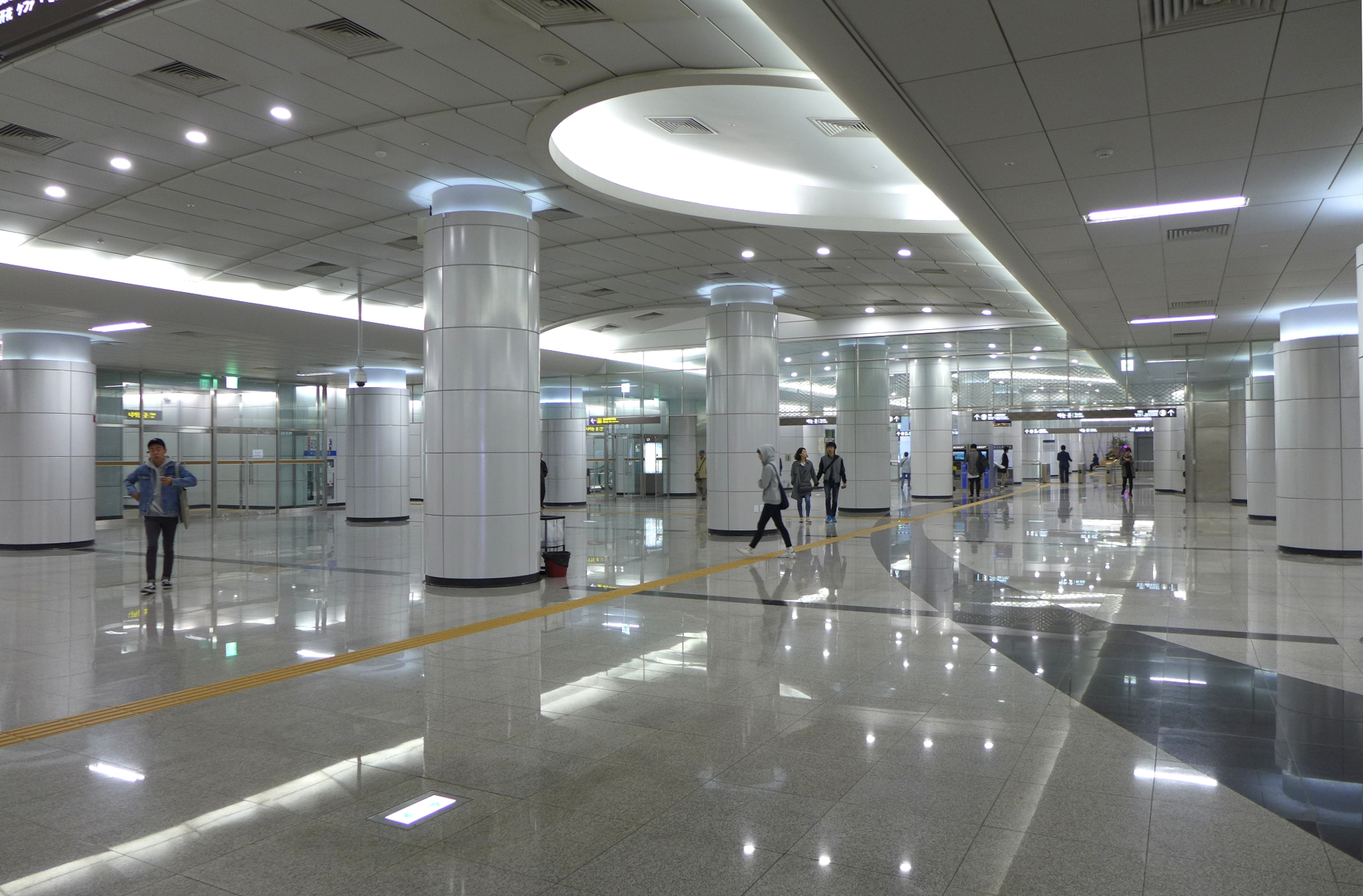
Sảnh
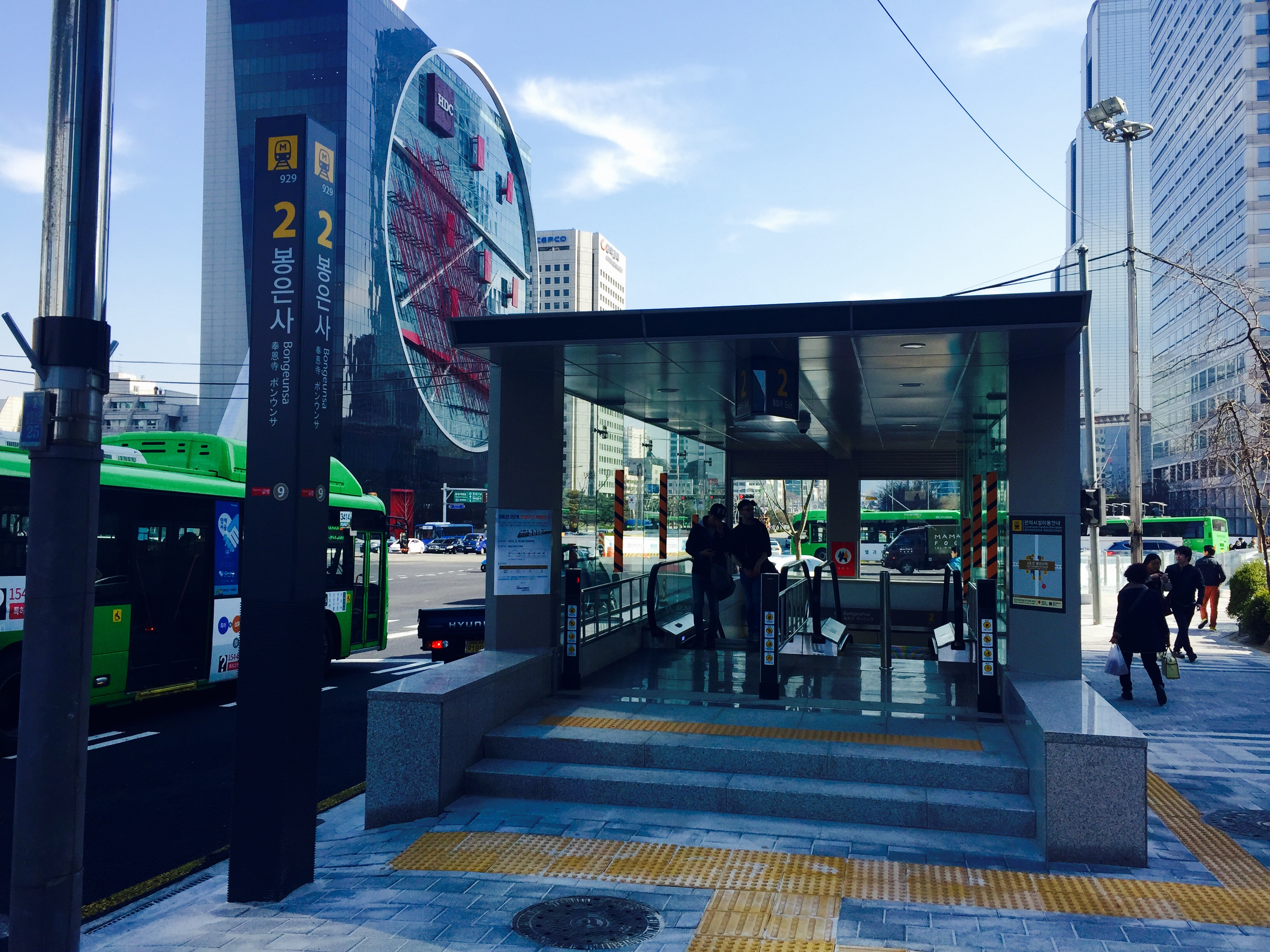
Lối ra số 2
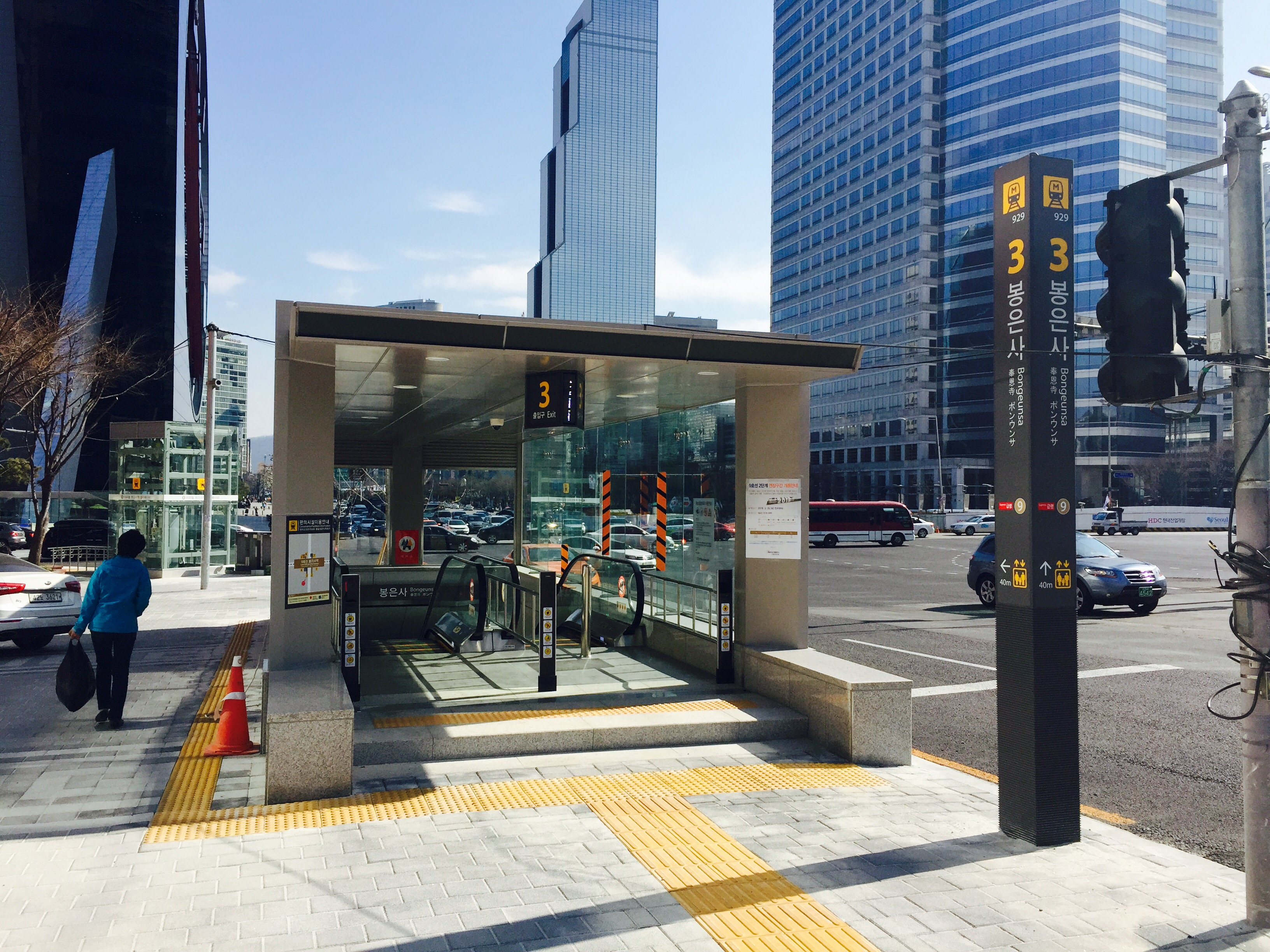
Lối ra số 3
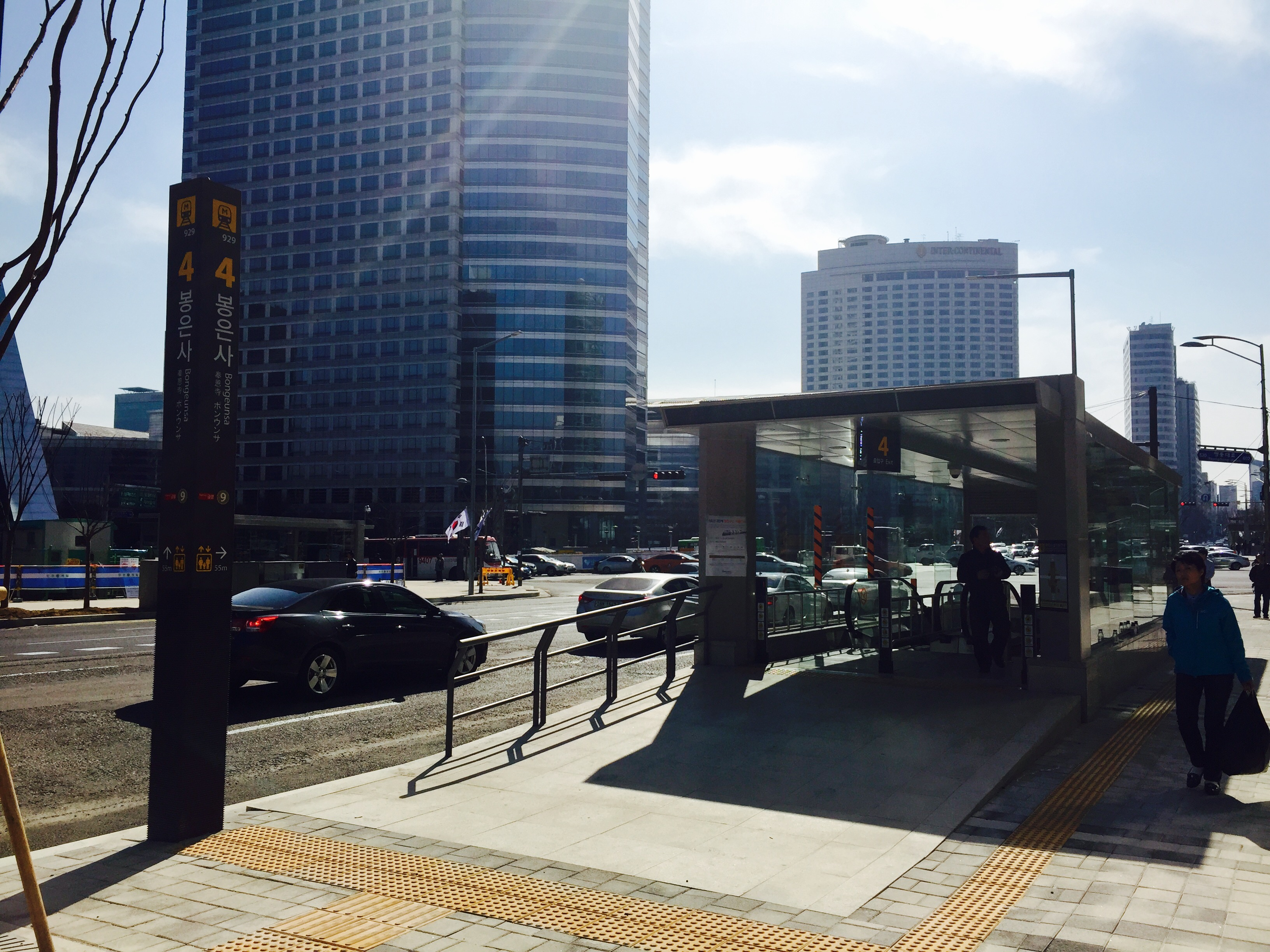
Lối ra số 4
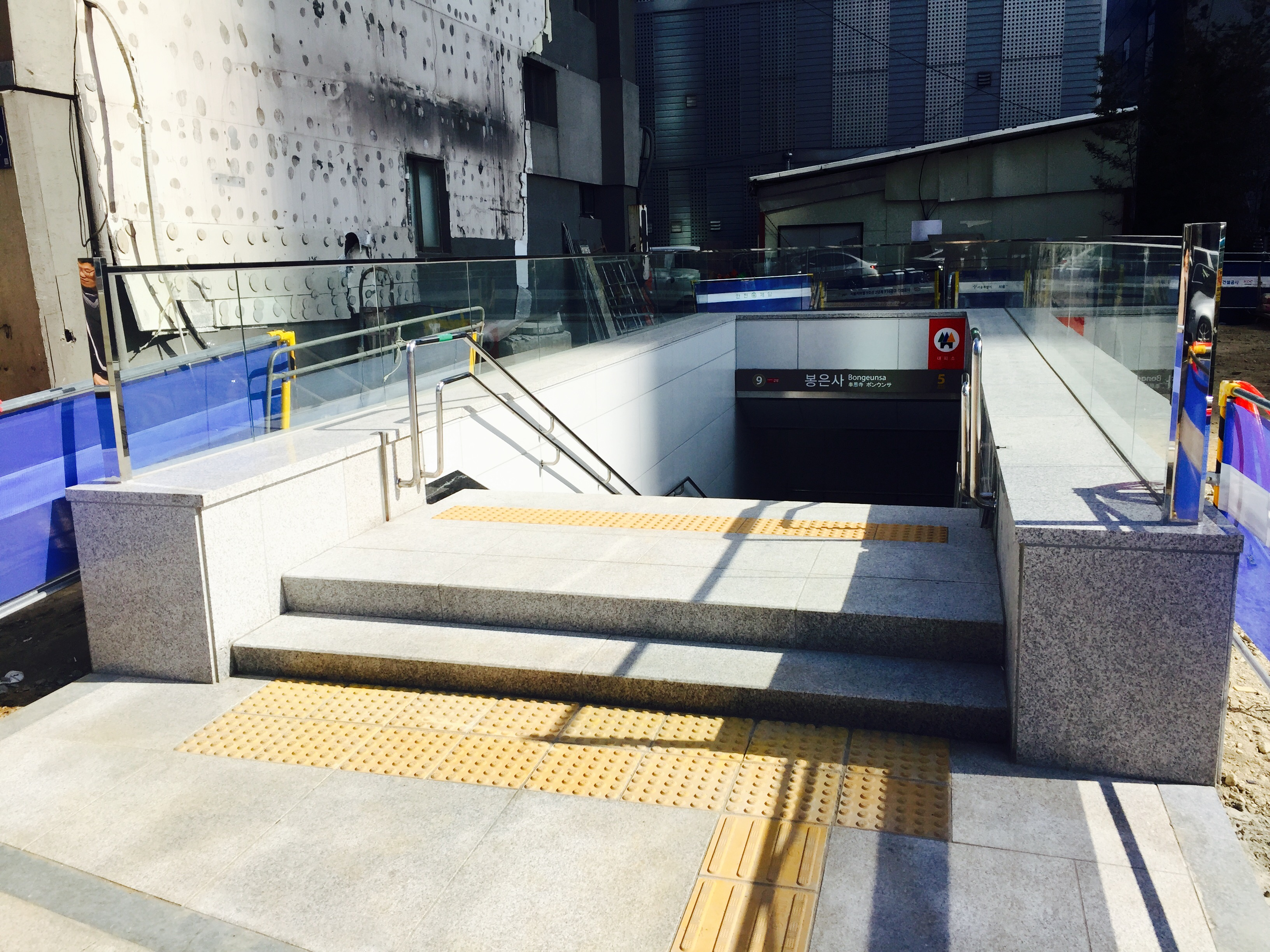
Lối ra số 5
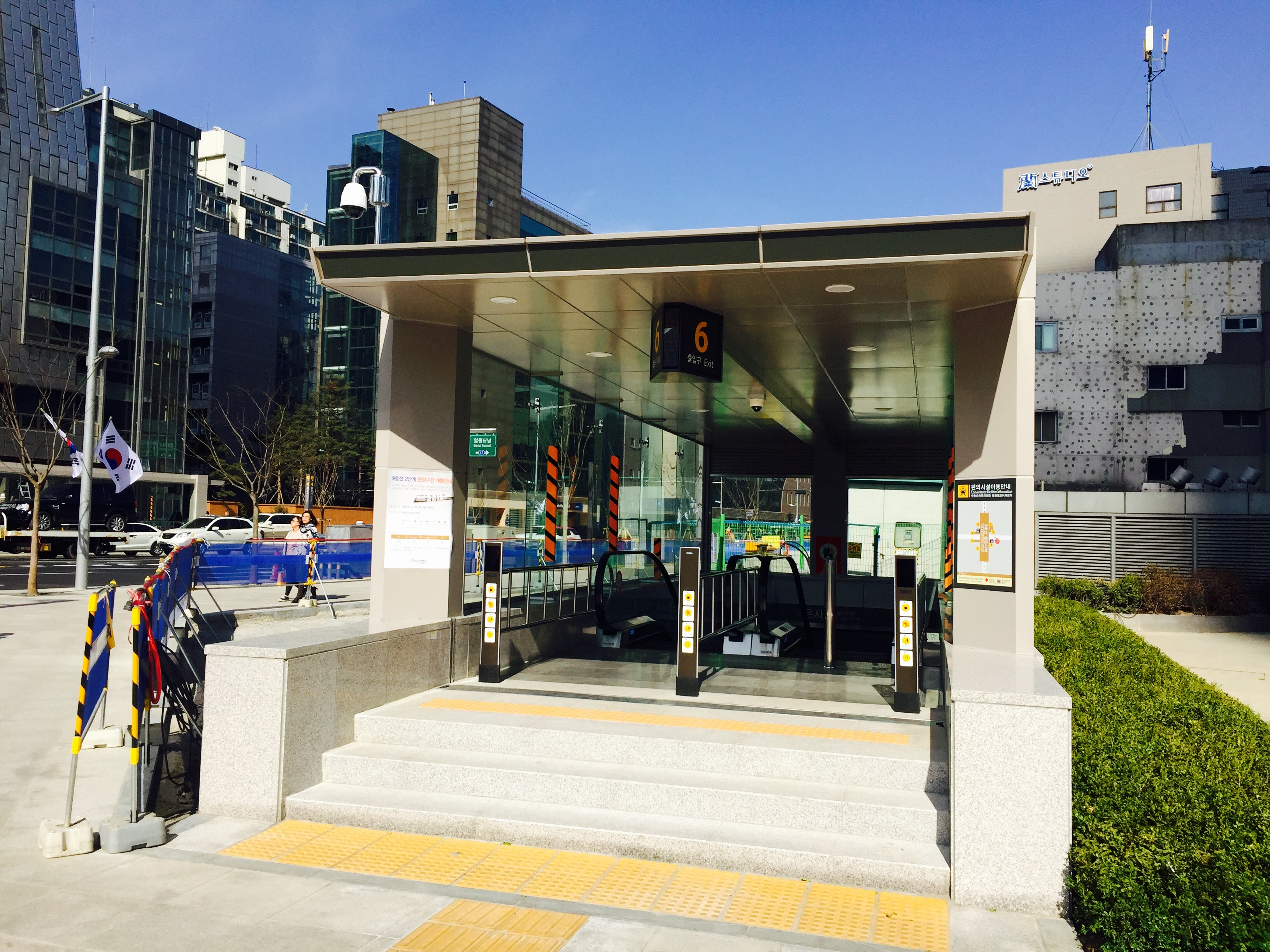
Lối ra số 6